# Eotetranychus zexminiae
Eotetranychus zexminiae är en spindeldjursart som beskrevs av Tuttle, Baker och Abbatiello 1976. Eotetranychus zexminiae ingår i släktet Eotetranychus och familjen Tetranychidae. Inga underarter finns listade i Catalogue of Life.